# Homoeosoma sinuella

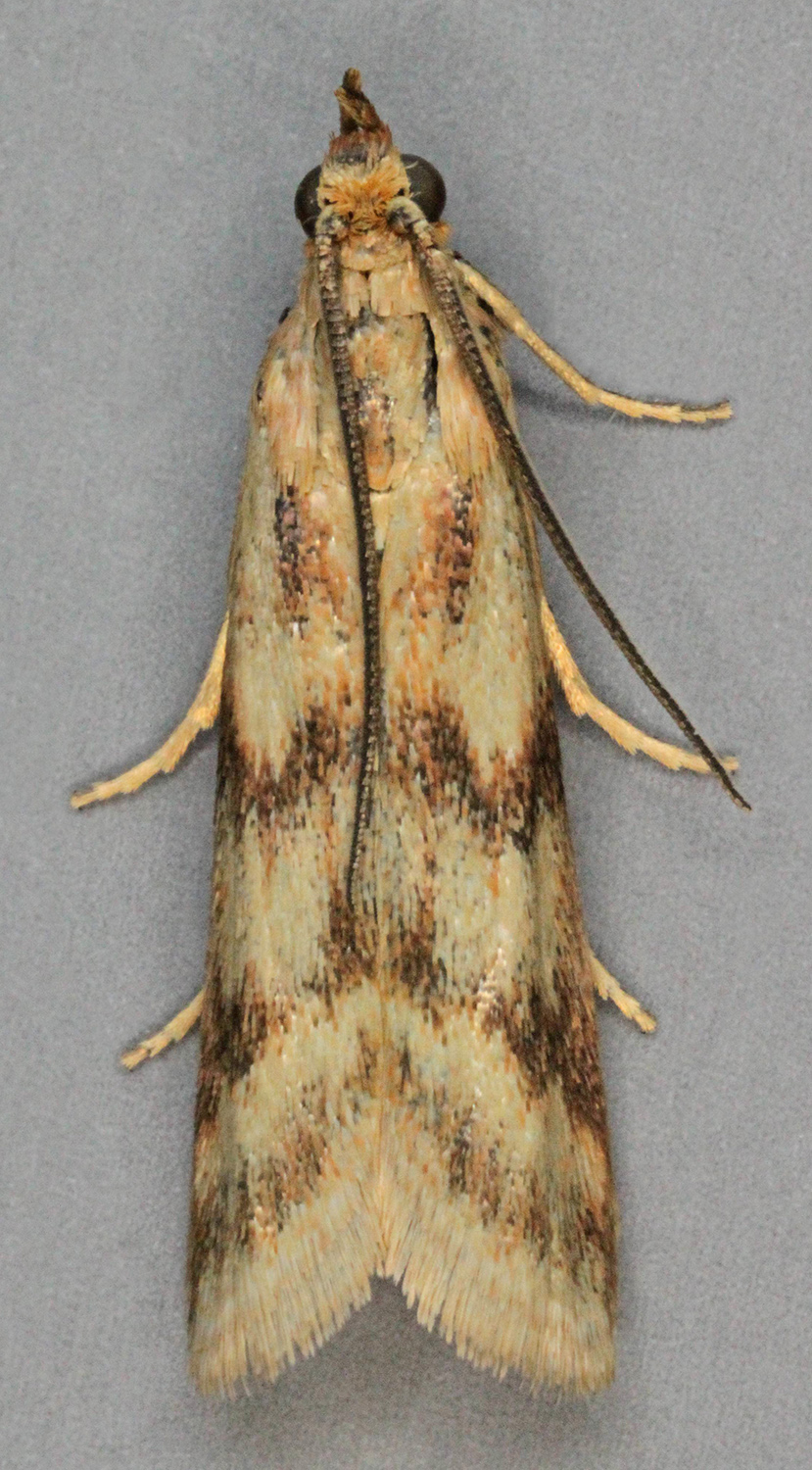
Dorsalansicht

Homoeosoma sinuella ist ein Kleinschmetterling aus der Familie der Zünsler (Pyralidae). 

## Merkmale
Die Zünsler besitzen eine Flügelspannweite von 18–23 mm. Ihre Grundfarbe ist hell-beige. Über ihre Vorderflügel verlaufen 3 braune Querbänder. Die mattweißen etwa 9 mm langen Raupen besitzen einen ockerfarbenen Kopf.

## Verbreitung
Homoeosoma sinuella ist in Europa weit verbreitet. Die Art ist auch auf den Britischen Inseln (in England und Wales sowie im Osten von Irland) vertreten.

## Lebensweise
Die Art bevorzugt trockene Lebensräume wie Dünen, insbesondere Binnendünen, aber auch Gebiete mit kalk- und kreidehaltigen Böden, wo sie auf Wiesen, auf Brachland und an Böschungen vorkommen. Die Falter beobachtet man von Mitte Mai bis August.  Sie sind lokal recht häufig und wenig scheu. Die Raupen schlüpfen gewöhnlich im August. Diese entwickeln sich im Wurzelwerk von Wegerichen (Plantago), insbesondere von Spitzwegerich (Plantago lanceolata). Die Raupen fressen anfangs einen Hohlraum innerhalb der Pflanze aus, in dem sie überwintern. Die Blätter der Wirtspflanzen können durch den Raupenfraß schon frühzeitig im Herbst welken.